# Lenguas teke
Las lenguas teke son un grupo filogenético de lenguas bantúes habladas por los pueblos teke en la cuenca occidental del río Congo en Gabón. En la clasificación de Guthrie tienen el código B70 (zona B). De acuerdo con Nurse y Philippson (2003), las lenguas teke (dejando a un lado el teke occidental que es parte del subgrupo B80) forman un subgrupo filogenético junto con el grupo tende (parte del subgrupo B80):
Tsege
Teghe (Tɛgɛ, Teke septentrional)
Ngungwel (Ngungulu, NE Teke) – Teke central (Njyunjyu/Ndzindziu, Boo/Boma/Eboo)
Tio (Bali) – Teke oriental (Mosieno, Ng'ee/Ŋee)
Kukẅa (Kukuya, Teke meridional)
Fuumu (Teke meridional) – Wuumu (Wumbu)
Tiene (B.80)
Mfinu (B.80)
Mpuono (B.80)

## Comparación léxica
Los numerales en diferentes lenguas teke son:
| GLOSA | Mpuono (Mbuun) | Ngungwel | Teke- Kukuya | Teke- Nzikou (Eboo) | Teke- Tege | Teke- Tyee | Tiene | PROTO- TEKE       |
| ----- | -------------- | -------- | ------------ | ------------------- | ---------- | ---------- | ----- | ----------------- |
| '1'   | mwɛ́s           | emɔ      | kímɔ         | ímwɔ̃                | ómó        | ímɔ        | mótsi | *-mwɔ(si)         |
| '2'   | byɔ̌l           | bvyaa(l) | bvyɛ́ɛ́lɛ      | bvyɛ́ɛ́lɛ             | óyúwǒle    | byɛ́ɛ́lɛ     | bwelé | *bwyɔle           |
| '3'   | ítár           | etyel    | bítíri       | ítyérí              | ótáɾì      | bitére     | isáti | *-tyari           |
| '4'   | ína            | ena      | bína         | ína                 | ónà        | bína       | iníì  | *-na              |
| '5'   | ítân           | etãã(n)  | bítááni      | ítááni              | ótáánì     | bitááni    | tàn   | *-taːni           |
| '6'   | ísâm           | esɛ̃ɛ(n)  | bísɛ́mɛnɛ     | íʃɔ́ɔ́nɔ              | ósámìnì    | bísɛ́mɛnɛ   | ísyam | *-syaːmini        |
| '7'   | nsámwâːn       | nsyã(n)  | nʦaami       | nʦaɔ̃                | ónsààmì    | nʦaama     | nsam  | *n-ʦaːma          |
| '8'   | ínán           | mpwɔ̃(n)  | mpwɔ́mɔ       | mpúɔ̃́                | ómfwòmò    | mpwɔ́mɔ     | ínana | *i-nana / *mpwɔmɔ |
| '9'   | íwa            | bva      | wá           | wá                  | ówǎ        | owá        | ewá   | *-bwa             |
| '10'  | íkǔm           | kũũ(n)   | kfúúmi       | kkṹ                 | ókùúmì     | okwúúmu    | dími  | *-kuːmi           |